# ۶۴ ساله که باشم (فیلم تلویزیونی)
۶۴ ساله که باشم (انگلیسی: When I'm 64) یک فیلم درام بریتانیایی و محصول سال ۲۰۰۴ میلادی است. عنوان اثر از ترانهٔ بیتل‌ها با همین نام گرفته شده‌است.

## موضوع فیلم
فیلم درام دربارهٔ دوستی بین دو مرد با پیشینه‌های بسیار متفاوت، که برای اولین بار با نزدیک شدن به سن بازنشستگی با هم دوست شده و سپس عشق بینشان شکل می‌گیرد.